# Beltir
Beltir (Russisch: Бельтир) of Kyzyl-Many (Кызыл-Маны) is een Altajdorp (selo) in het zuidwesten van het district Kosj-Agatsjski in het zuidoosten van de Russische autonome deelrepubliek Altaj met ongeveer 1200 inwoners. De plaats lag tot 2003 nabij de plaats waar de rivieren Tsjagan en Taltyra de Tsjagan-Oezoen vormen.
De plaats werd door een aardbeving in het najaar van 2003 voor een groot deel verwoest, waardoor 152 gezinnen dakloos werden. Vervolgens werd in 2004 besloten de plaats vanwege de onstabiele ondergrond (door een ondergronds meer) te sluiten en 12 kilometer verderop weer op te bouwen als Novy Beltir ("nieuw Beltir"). De huizen voor de dakloos geworden families kwamen grotendeels gereed in 2005, maar het plan om alle inwoners te verhuizen verliep minder vlekkeloos aangezien er onvoldoende was geregeld voor de overige inwoners. Bijna 100 gezinnen wensten daarom te blijven in de nederzetting (nu bekend als Stary Beltir; "oud Beltir") in 2005.